# Rescate de sangre
Rescate de sangre es una película argentina dirigida por Francisco Mugica sobre guion de Rodolfo M. Taboada que se estrenó el 16 de septiembre de 1952 y que tuvo como protagonistas a Ricardo Galache, José María Gutiérrez, José Ruzzo, Jorge Salcedo y Julia Sandoval.

## Sinopsis
La historia de un hombre que trata de construir una acequia en Mendoza en 1818 luego de casarse con una esclava para liberarla.

## Reparto
- Ricardo Galache
- José María Gutiérrez
- José Ruzzo
- Jorge Salcedo
- Julia Sandoval
- Aída Carrión
- Luis Bertolini
- Miguel Falsa
- Andrés Areco
- Carlitos Puebla

## Comentarios
El crítico King escribió: «Firme realización …Mugica tiene frecuentes aciertos …apoyado en un buen trazado relato de Rodolfo M. Taboada. Una magnífica fotografía de Andrés Martorell»; en tanto que para Noticias Gráficas el director «conduce el magro relato de la anécdota, apoyándolo en la descripción del paisaje».

## Premio
La Academia de Artes y Ciencias Cinematográficas de la Argentina le otorgó el premio Cóndor Académico al mejor argumento original de 1952 a Rodolfo M. Taboada.